# Hyaluronzuurfiller
Een hyaluronzuurfiller (ook bekend als dermale filler) is een zachte weefselvuller die in de huid worden geïnjecteerd om rimpels op te vullen, volume te geven aan het gezicht en bepaalde gezichtskenmerken te verfraaien.
Fillers bestaan vaak uit polysacchariden, zoals hyaluronzuur, een van nature voorkomende stof in de huid en kraakbeen.
Hyaluronzuurfillers worden gebruikt voor het opvullen van rimpels, het verbeteren van gezichtsvolume en het verfraaien van gezichtskenmerken, zoals de lippen. Ze worden beschouwd als medische hulpmiddelen en zijn wereldwijd goedgekeurd door diverse gezondheidsautoriteiten.

## Materialen
Fillers zijn gemaakt van verschillende materialen zoals hyaluronzuur, collageen (uit varkens, koeien of laboratoria), eigen vetweefsel van de persoon, en biosynthetische polymeren zoals calciumhydroxyapatiet, polycaprolacton, polymethylmethacrylaat en polymelkzuur.

## Bijwerkingen en risico's
Bijwerkingen van hyaluronzuurfillers kunnen blauwe plekken, roodheid, pijn en jeuk omvatten. Minder vaak voorkomende bijwerkingen zijn infecties en allergische reacties die kunnen leiden tot littekens en bulten. Ernstigere complicaties, hoewel zeldzaam, kunnen blindheid door retrograde embolisatie in de oogzenuw- en netvliesslagaders omvatten. Vertraagde huidnecrose kan ook optreden als gevolg van embolisatie.

## Maatschappij en cultuur
In Nederland vallen hyaluronzuurfillers onder de Wet op de medische hulpmiddelen en moeten zij worden geïnjecteerd door bevoegde zorgverleners. Wat als gekwalificeerde dermale injectieverstrekker wordt beschouwd, is een punt van discussie tussen BIG-geregistreerde artsen en injecteurs met cosmetische licenties.